# شهرستان یانگشین (هوبئی)
شهرستان یانگشین (به انگلیسی: Yangxin County) یک شهرستان در چین است که در هوانگشی واقع شده‌است.